# Brněnské fórum
Brněnské fórum vzniklo v lednu 1989 jako sdružení brněnských občanů „šedé zóny“, kteří byli rozhodnuti rozhýbat občanskou společnost, a to nejen v Brně. První veřejné setkání, na svou dobu výjimečné, bylo v kulturním sále městské části Kohoutovice 8. února 1989. První myšlenky na vytvoření Brněnského fóra se zrodily v říjnu až listopadu 1988.
S původní myšlenkou na ustavení hnutí přišel architekt Jan Sapák v říjnu 1988, tehdy mělo mít název "Výbor na obranu Brna". Život myšlence vdechl Jaroslav Šabata, který v ní spatřil dobré východisko k realizaci ideje, kterou prosazoval rovněž Václav Havel: bourání bariér mezi disentem a tzv. "šedou zónou".
Na přelomu listopadu a prosince 1988 se na Jaselské ulici v Brně sešel v bytě Jany Soukupové přípravný výbor ve složení Jaroslav Šabata, Jana Soukupová, Ladislav Vencálek, Jan Sapák a 2-3 další osoby, které je nutno dále identifikovat. Tehdy Jaroslav Šabata navrhl název "Brněnské fórum" který se ujal a později přešel 18. nebo 19. listopadu 1989 na Občanské fórum.
Bezprostředně poté byl vytvořen exekutivní výbor ve složení sochař Vladimír Matoušek, architekt Jan Sapák a pozdější novinářka Jana Soukupová. Pro účely organizačního zázemí a alespoň základní legality a otevření možnosti publikovat byla založena nová organizace Svazu ochránců přírody č. 53 v Kamenné kolonii v Brně.
Brněnské fórum si vytyčilo pět základních cílů:
- 1 Probudit občanský život
- 2 Motivovat občany k odporu proti nedemokratickému režimu a pomoci hlavnímu městu v rozvíjejících se veřejných protestech
- 3 Narušit bariéru mezi disidentským hnutím a obecnou společností
- 4 Bojovat proti nesmyslným a neekologickým projektům, jakými byla např. „Rychlá tramvaj“
- 5 Usilovat o zlepšení Brna v rámci Československa a jeho návrat do přirozené role a postavení.

Druhé shromáždění Brněnského fóra bylo státní mocí zakázáno a uskutečnilo se v náhradním formátu na zahradě ekologického aktivisty Václava Čermáka ve Veslařské ulici.
Projekt se z velké části zdařil. O novém hnutí referovala všechna zahraniční vysílání: Hlas Ameriky, Svobodná Evropa a BBC. Začínala o nich opatrně ale referovat i oficiální media komunistického Československa, ze kterých byl asi nejdůležitější článek Anastazie Kudrnové v časopise Mladý svět.